# هندريك ده كايزر

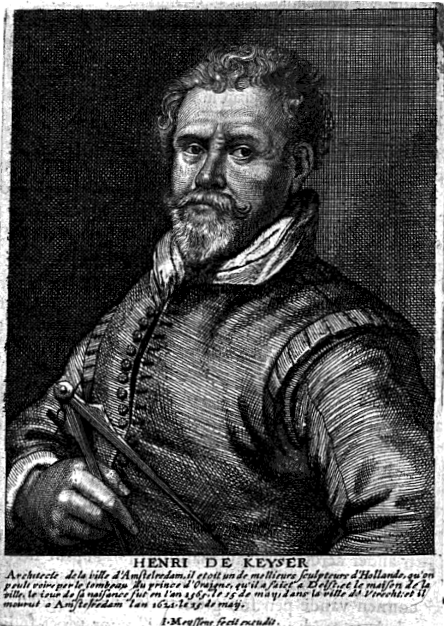
محفورة لهندريك ده كايزر من Het Gulden Cabinet

هندريك ده كايزر (15 مايو 1565-15 مايو 1621) نحات ومعماري هولندي، ولد في أوترخت، هولندا، الذي كان له دور أساسي في إنشاء نموذج أواخر عصر النهضة من المدرسة النهجية بأمستردام. وكان والد توماس ده كايزر الذي كان مهندساً معمارياً ورساماً.

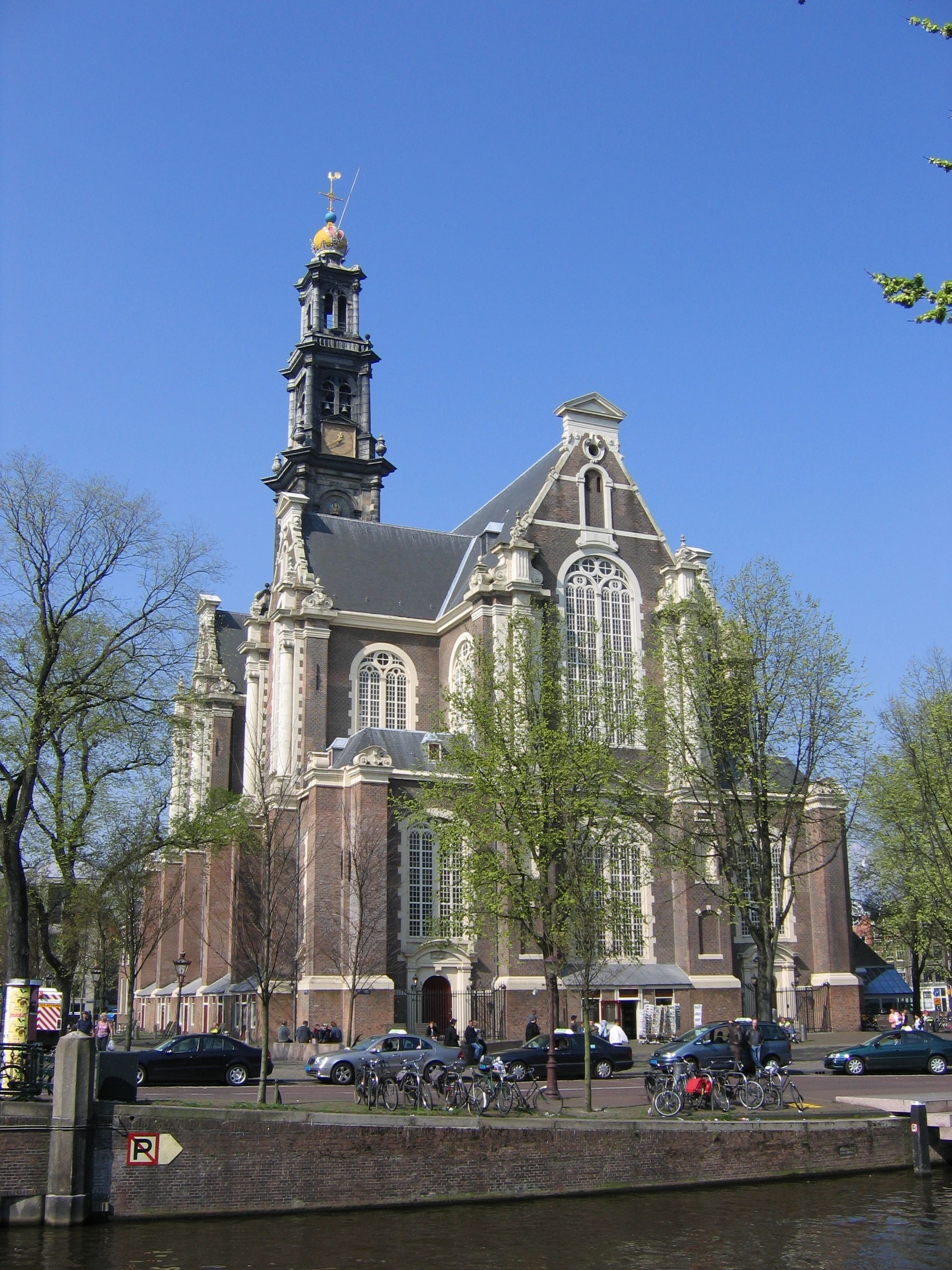
Westerkerk
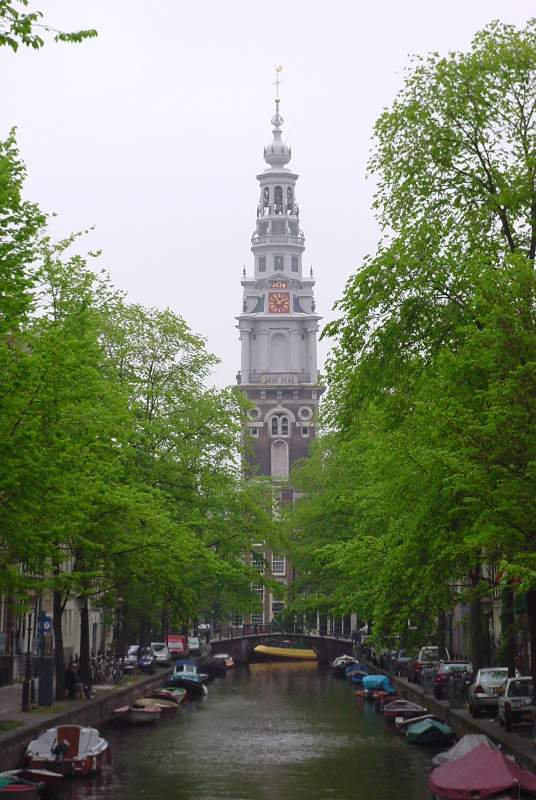
Zuiderkerk
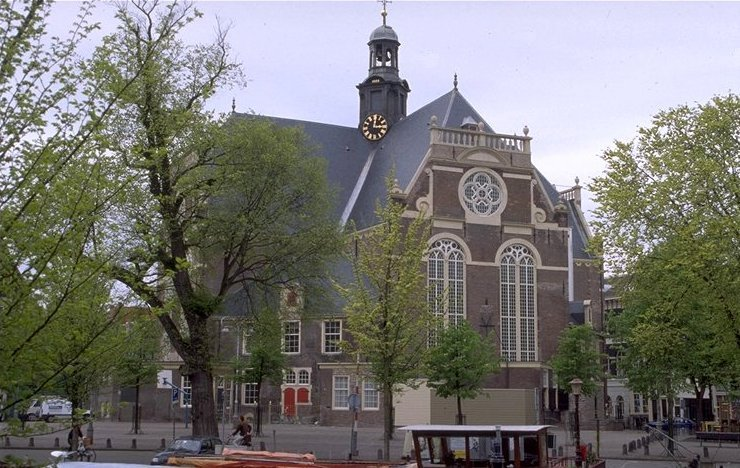
Noorderkerk
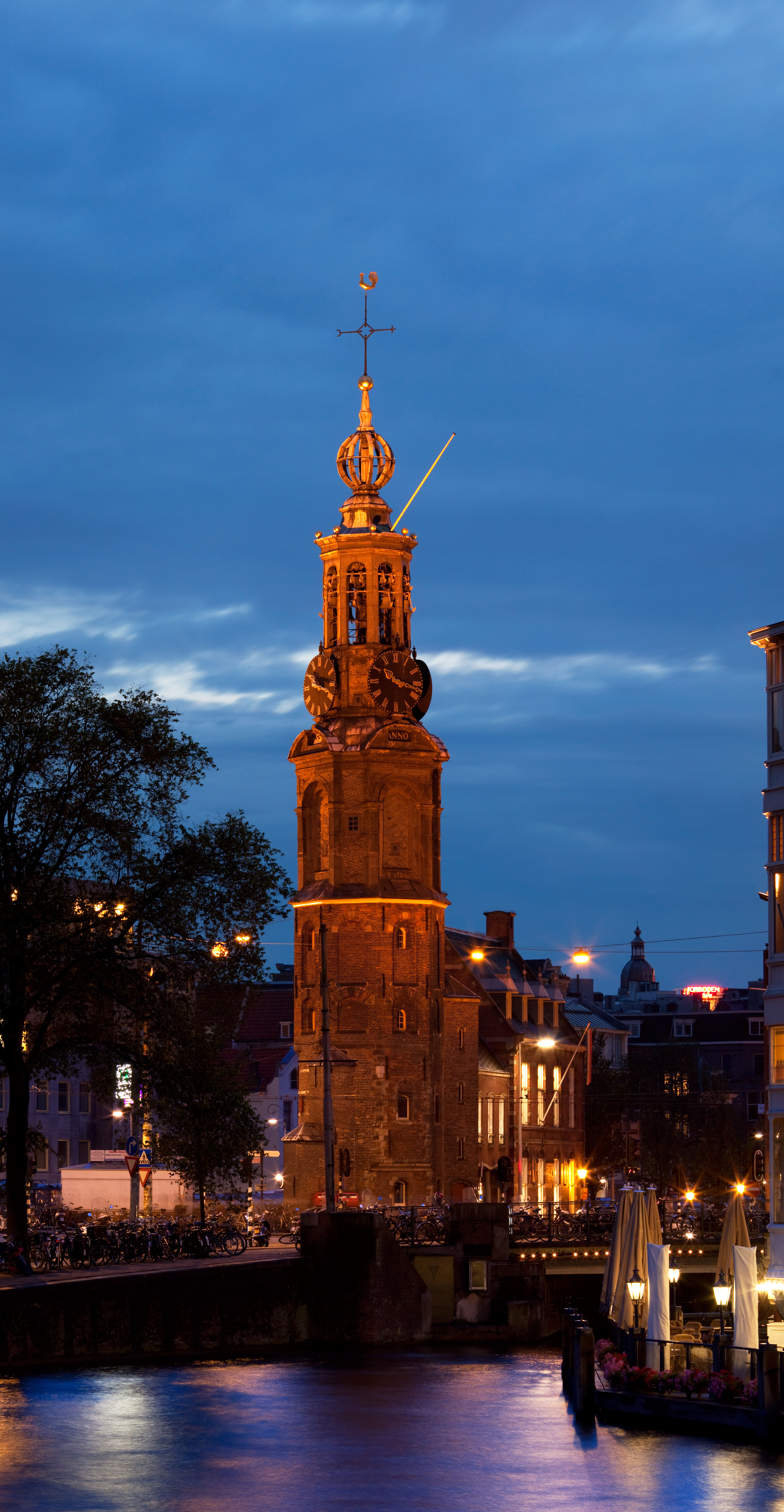
Munttoren
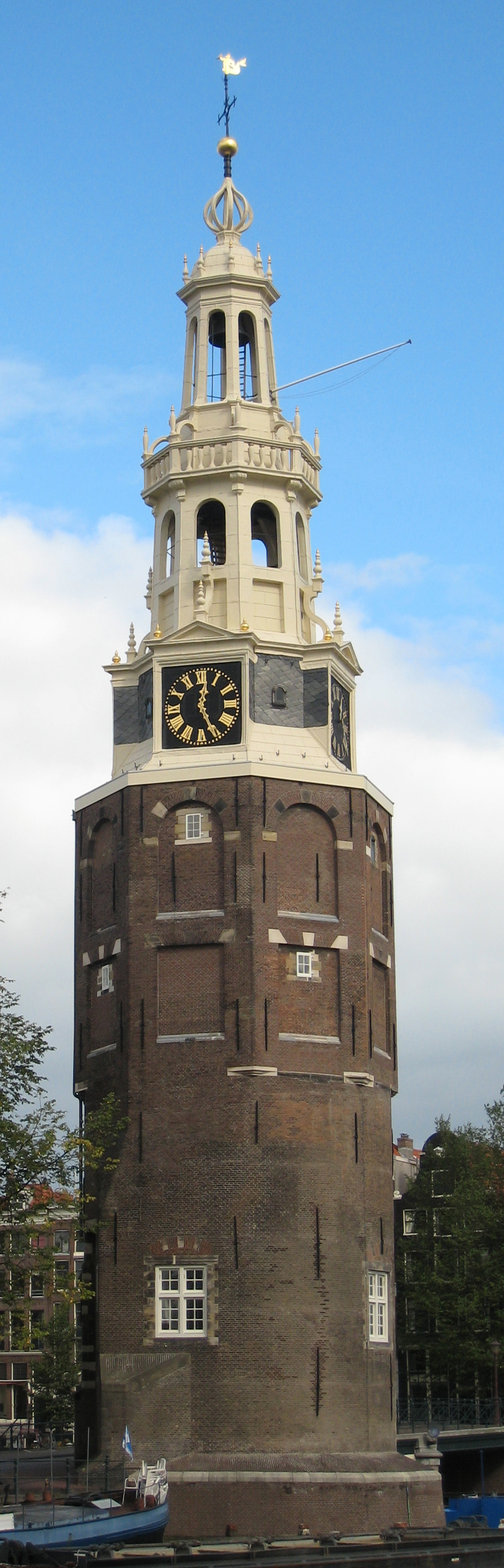
Montelbaanstoren
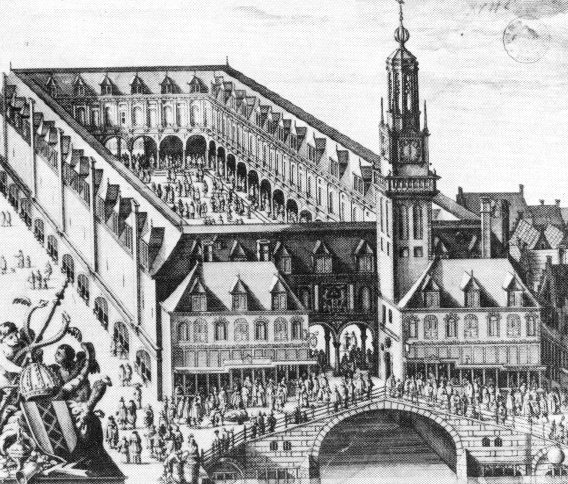
بورصة هندريك ده كايزر
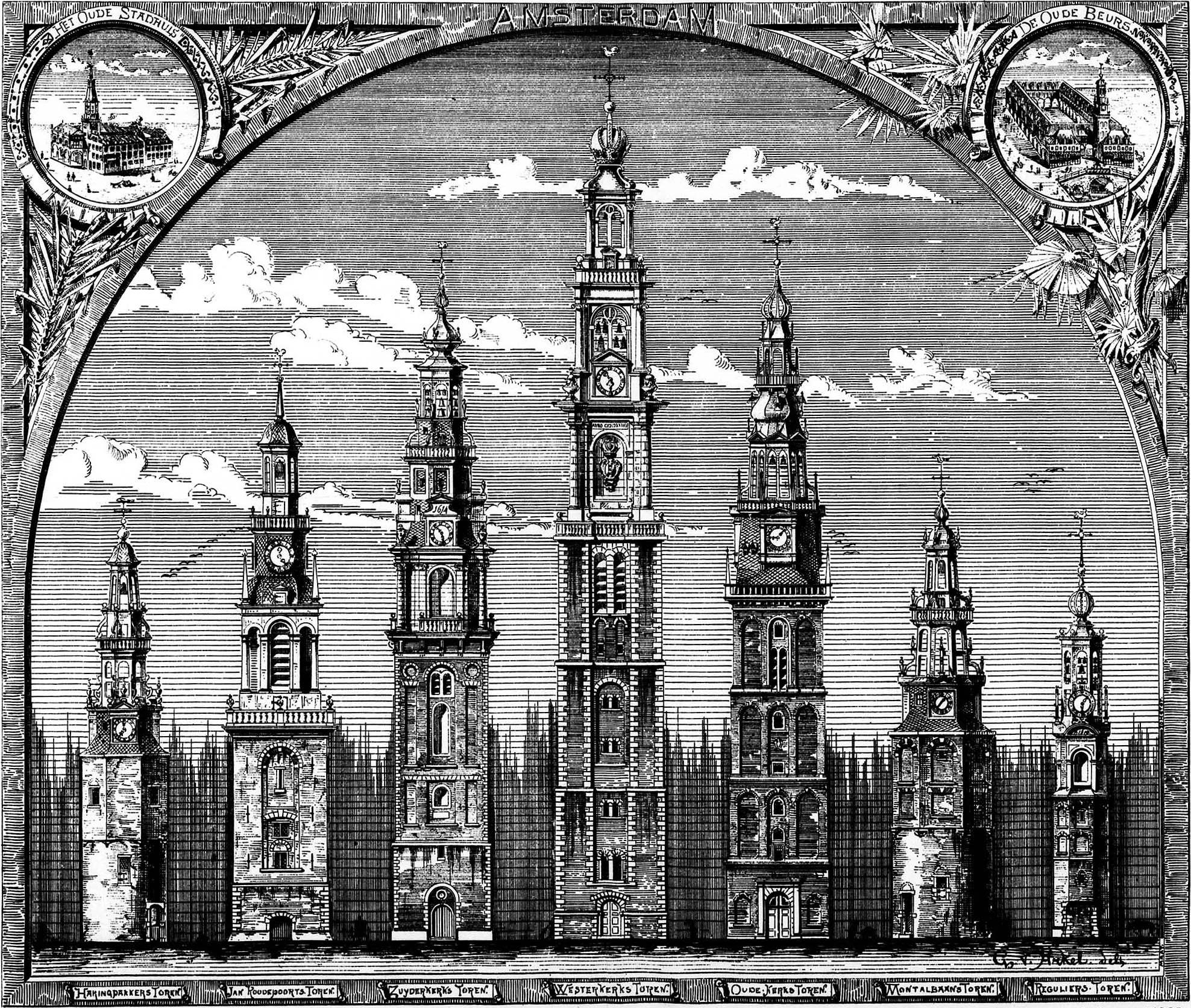
أبراج أمستردام
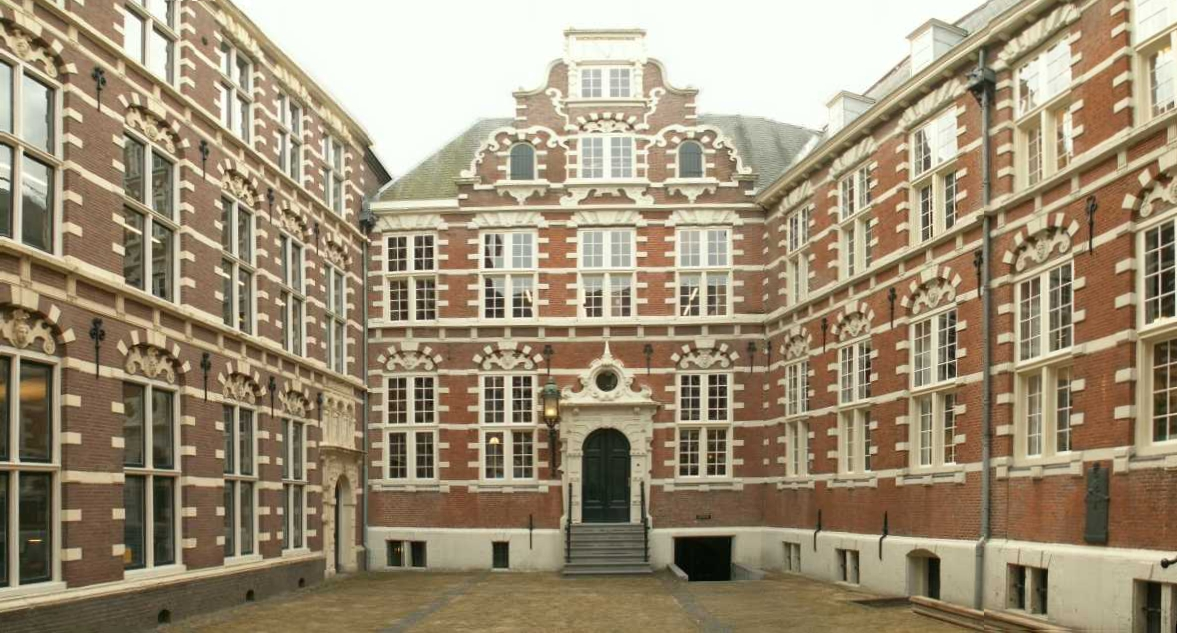
Oost-Indisch Huis
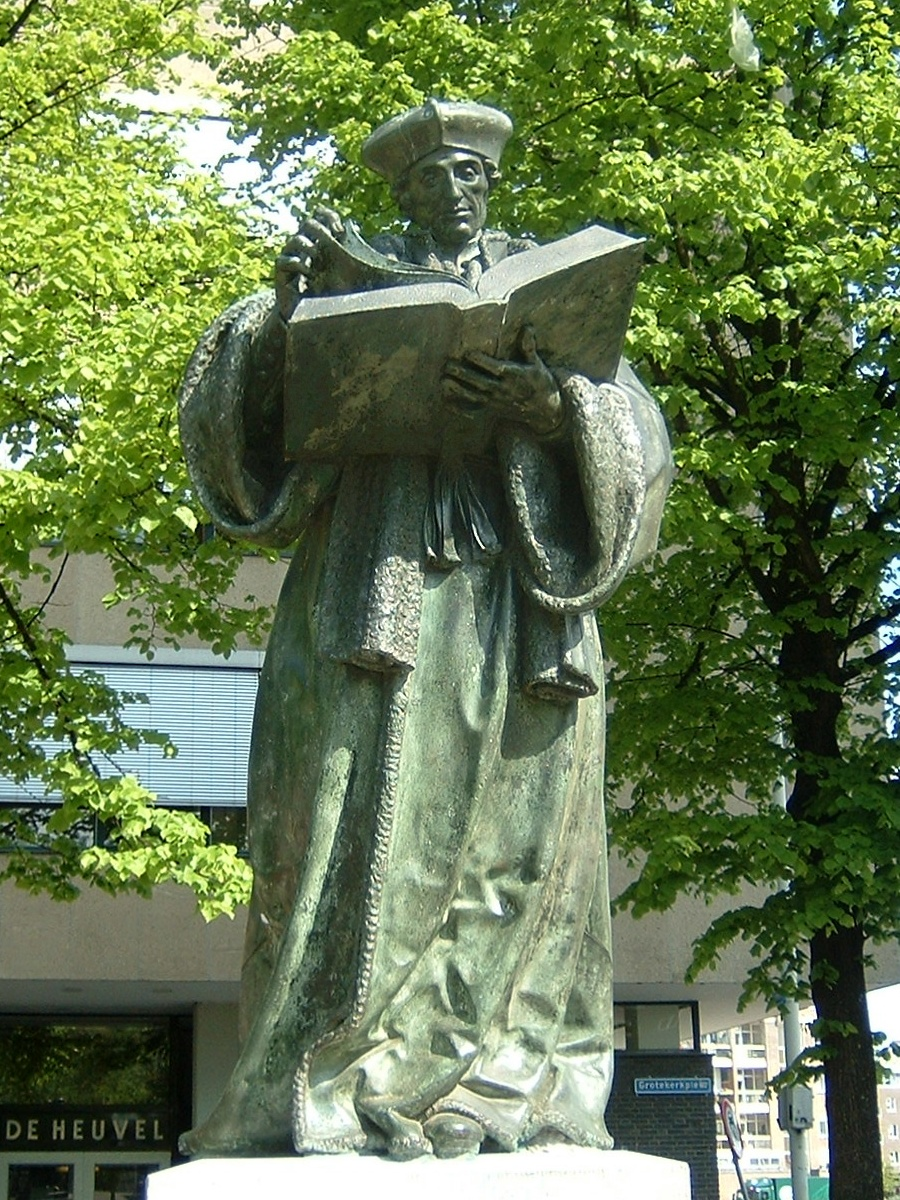
تمثال من البرونز لدسيدريوس إراسموس في روتردام